# Campeonato Sudamericano de Voleibol Masculino Sub-19 de 2016
El XX Campeonato Sudamericano de Voleibol Masculino Sub-19 de 2016 es un torneo de selecciones sudamericanas de jugadores hasta 19 años que se llevará a cabo en Lima, Perú del 5 al 9 de octubre de 2016. El torneo es organizado por la Confederación Sudamericana de Voleibol (CSV) y otorga dos cupos para el Campeonato Mundial de Voleibol Masculino Sub-19 de 2017.

## Equipos participantes
- Argentina
- Bolivia
- Brasil
- Chile
- Colombia
- Perú

## Resultados
- Las horas indicadas corresponden al huso horario local de Perú: UTC-5.

### Fase de grupos
– Clasificados a las Semifinales.      – Pasan a disputar las semifinales de la clasificación del 5.º al 6.º puesto.

#### Grupo A
| Pos. | Equipo    | Pts. | Partidos | Partidos | Partidos | Sets | Sets | Sets |
| Pos. | Equipo    | Pts. | PJ       | PG       | PP       | SG   | SP   | DS   |
| ---- | --------- | ---- | -------- | -------- | -------- | ---- | ---- | ---- |
| 1    | Argentina | 6    | 2        | 2        | 0        | 6    | 0    | 6    |
| 2    | Colombia  | 2    | 2        | 1        | 1        | 3    | 5    | -2   |
| 3    | Chile     | 1    | 2        | 0        | 2        | 2    | 6    | -4   |

| Fecha    | Equipo 1  | Res.  | Equipo 2  | Set 1 | Set 2 | Set 3 | Set 4 | Set 5 | Total     | Reporte |
| -------- | --------- | ----- | --------- | ----- | ----- | ----- | ----- | ----- | --------- | ------- |
| 05-10-16 | Chile     | 2 - 3 | Colombia  | 18:25 | 25:19 | 24:26 | 25:20 | 8:15  | 100 - 105 | Ficha   |
| 06-10-16 | Colombia  | 0 - 3 | Argentina | 12:25 | 15:25 | 25:27 |       |       | 52 - 77   | Ficha   |
| 07-10-16 | Argentina | 3 - 0 | Chile     | 25:15 | 25:15 | 25:22 |       |       | 75 - 52   | Ficha   |

#### Grupo B
| Pos. | Equipo  | Pts. | Partidos | Partidos | Partidos | Sets | Sets | Sets |
| Pos. | Equipo  | Pts. | PJ       | PG       | PP       | SG   | SP   | DS   |
| ---- | ------- | ---- | -------- | -------- | -------- | ---- | ---- | ---- |
| 1    | Brasil  | 6    | 2        | 2        | 0        | 6    | 0    | 6    |
| 2    | Bolivia | 3    | 2        | 1        | 1        | 3    | 4    | -1   |
| 3    | Perú    | 0    | 2        | 0        | 2        | 1    | 6    | -5   |

| Fecha    | Equipo 1 | Res.  | Equipo 2 | Set 1 | Set 2 | Set 3 | Set 4 | Set 5 | Total   | Reporte |
| -------- | -------- | ----- | -------- | ----- | ----- | ----- | ----- | ----- | ------- | ------- |
| 05-10-16 | Bolivia  | 3 - 1 | Perú     | 25:16 | 25:23 | 18:25 | 27:25 |       | 95 - 89 | Ficha   |
| 06-10-16 | Brasil   | 3 - 0 | Bolivia  | 25:9  | 25:2  | 25:7  |       |       | 75 - 18 | Ficha   |
| 07-10-16 | Perú     | 0 - 3 | Brasil   | 14:25 | 10:25 | 18:25 |       |       | 42 - 75 | Ficha   |

### Fase Final

#### Quinto puesto
| Fecha    | Equipo 1 | Res.  | Equipo 2 | Set 1 | Set 2 | Set 3 | Set 4 | Set 5 | Total   | Reporte |
| -------- | -------- | ----- | -------- | ----- | ----- | ----- | ----- | ----- | ------- | ------- |
| 08-10-16 | Chile    | 3 - 1 | Perú     | 24:26 | 25:21 | 25:23 | 25:13 |       | 99 - 83 | Ficha   |

#### Semifinales
| Fecha    | Equipo 1  | Res.  | Equipo 2 | Set 1 | Set 2 | Set 3 | Set 4 | Set 5 | Total   | Reporte |
| -------- | --------- | ----- | -------- | ----- | ----- | ----- | ----- | ----- | ------- | ------- |
| 08-10-16 | Argentina | 3 - 0 | Bolivia  | 25:9  | 25:15 | 25:15 |       |       | 75 - 39 | Ficha   |
| 08-10-16 | Brasil    | 3 - 1 | Colombia | 19:25 | 25:18 | 25:12 | 25:15 |       | 94 - 70 | Ficha   |

#### Tercer puesto
| Fecha    | Equipo 1 | Res.  | Equipo 2 | Set 1 | Set 2 | Set 3 | Set 4 | Set 5 | Total   | Reporte |
| -------- | -------- | ----- | -------- | ----- | ----- | ----- | ----- | ----- | ------- | ------- |
| 09-10-16 | Bolivia  | 1 - 3 | Colombia | 25:19 | 11:25 | 7:25  | 8:25  |       | 51 - 94 | Ficha   |

#### Final
| Fecha    | Equipo 1  | Res.  | Equipo 2 | Set 1 | Set 2 | Set 3 | Set 4 | Set 5 | Total   | Reporte |
| -------- | --------- | ----- | -------- | ----- | ----- | ----- | ----- | ----- | ------- | ------- |
| 09-10-16 | Argentina | 3 - 0 | Brasil   | 25:18 | 25:23 | 25:15 |       |       | 75 - 56 | Ficha   |

## Campeón
| Argentina           |
| Campeón             |
| Argentina 4° título |

## Posiciones finales
| Pos | Equipo    |
| --- | --------- |
|     | Argentina |
|     | Brasil    |
|     | Colombia  |
| 4   | Bolivia   |
| 5   | Chile     |
| 6   | Perú      |

## Clasificados alCampeonato Mundial de Voleibol Masculino Sub-19 de 2017
| Bandera de Argentina | Bandera de Brasil |
| Argentina            | Brasil            |